# Людвиг Баварский (1982)
Людвиг Генрих Баварский (род. 14 июня 1982 года, Ландсберг-ам-Лех, Бавария, Западная Германия) — немецкий юрист, предприниматель. Старший сын Луитпольда Баварского и его жены Беатрикс Виганд. В будущем вероятный глава дома Виттельсбахов.

## Биография
Людвиг родился 14 июня 1982 года в Баварии. Он старший сын и третий ребёнок Луитпольда Баварского (род. 1951) и его жены Беатрикс Виганд (род. 1951). Людвиг является праправнуком последнего короля Баварии Людвига III. Также он троюродный брат Софии Баварской, наследной принцессы Лихтенштейна.
Людвиг вырос в замке Кальтенберг и сначала посещал гимназию Св. Оттилиен, затем школу-интернат при бенедиктинском монастыре в Лондоне. В возрасте 16 лет он основал компанию по разработке программного обеспечения и создавал различные сайты. Затем он организовывал вечеринки, и обслуживал гостей в качестве бармена.
После окончания школы Людвиг в университете изучал право. Затем, после окончания учёбы, нынешний глава дома Виттельсбахов Франц Баварский (род. 1933), в течение длительного времени готовил его к его обязанностям, когда он станет главой дома.
После этого Людвиг, решил поехать в Африку и основал компанию по разработке программного обеспечения Startup Lions в Локитаунге, на севере Кении. Целью компании является обучение и образование молодого поколения. По собственным заявлениям, он около десяти месяцев в году он проводит в Африке, а остальные два месяца ездит в Баварию для выполнения представительских функций. Кроме того, Людвиг, принц Баварский, является первым председателем Ассоциации помощи Нимфенбургу, которая была основана в 1964 году Марией, герцогиней Баварской (1904—1969), первой женой Альбрехта Баварского (1905—1996).
22 мая 2022 года во дворце Нимфенбург Людвиг получает Государственную медаль за социальные заслуги, которую ему присудил Ландтаг Баварии, за его гуманитарную деятельность. После вторжения России в Украину, он отправился на румынско-украинскую границу, чтобы оказать поддержку и помощь украинским беженцам.
Многие исследователи считают, что он похож на короля Баварии Людвига II.

## Личная жизнь
2 августа 2022 года было объявлено о помолвке Людвига Баварского и Софии-Александры Эвекинк (род. 1989). Пара поженилась на гражданской церемонии 24 декабря 2022 года, в замке Кальтенберг. Религиозная церемония состоялось 20 мая 2023 года в Мюнхене. На свадьбе присутствовали премьер-министр Баварии Маркус Зёдер и многие европейские аристократы. В 2024 году у них родился сын:
- Рупрехт Теодор Мария Баварский (род. 6 августа 2024)[13], назван в честь кронпринца Рупрехта Баварского.